# Hoya aldrichii
Espèce
Classification phylogénétique
Hoya aldrichii est une espèce de plante à fleurs de la famille des Apocynaceae. C'est une liane grimpante endémique de l'île Christmas, une île australienne située au sud de Java.